# 서파푸아어족
서파푸아어족은 뉴기니섬의 서쪽 끝 새머리반도와 할마헤라섬에서 약 22만여 명이 사용하는 언어들을 묶은 가설적 어족이다. 서파푸아어족에서 가장 사용자가 많고 잘 알려진 언어는 5만여 명이 모어로 사용하는 트르나테어(Ternate)이다. 트르나테어는 지역의 링구아 프랑카로 사용되며, 중세의 트르나테, 티도레 왕국의 언어이자 향료 무역의 언어였다.

## 역사
독일의 언어학자 빌헬름 슈미트는 새머리반도의 언어와 할마헤라섬의 언어들에 대한 연관성을 1900년에 최초에 제시했다. 1957년 코완은 이 언어들을 티모르의 비(非)오스트로네시아 언어들과의 계통을 제시했다. 스테판 부름은 이 서파푸아어족 언어들과 티모르, 안다만 제도의 언어들 사이의 연결이 발견되기는 하나 이는 차용어의 문제이며 이 언어들은 트랜스뉴기니어족, 오스트로네시아어족, 안다만어족으로 각각 분류되어야 한다고 주장했다.
2005년 맬컴 로스는 서파푸아어족에 고립된 언어 야마어를 포함시키는, 과거에 "헬빙크 만 어족"으로 불렸던 가설을 재창하고 여기에 동새머리-센타니어족을 추가로 포함시켜 확장서파푸아어족이라 이름했다. 서파푸아어족은 다른 확장서파푸아어족 언어들과 달리 2인칭 단수 대명사 na 혹은 ni를 사용한다.

## 분류
이 계통도는 부름의 것에 기초하고 1988년 포르후버의 북할마헤라어족 계통도를 추가했다.
서파푸아어족
- 음푸르 (암버르바켄) (고립된 언어)
- 보라이-하탐어족: 하탐, 보라이
- 중앙 서파푸아어족
  - 북할마헤라어족
    - 중앙 북할마헤라어족
      - 테르나테-티도레
      - 사후
      - 북동 할마헤라어족: 토벨로, 갈렐라, 롤로다, 모돌레, 파구-카오, 타바루

    - 서부 마키어 (고립된 언어)

  - 새머리
    - 서부 새머리어족: 쿠와니, 테히트, 칼라브라, 세게트, 모이, 모라이드
    - 북부-중앙 새머리
      - 북부 새머리어족 : 아분 타트, 아분 지, 아분 제
      - 중앙 새머리어족 : 카렌 도리, 마이 브라트

## 대명사
로스가 재구한 서파푸아조어의 대명사는 다음과 같다
| 나   | *da, *di-     | 우리 (상대 제외) | *mam, *mi-      |
| 나   | *da, *di-     | 우리 (상대 포함) | *po-            |
| 너   | *ni, *na, *a- | 너희들           | *nan, *ni-      |
| 그녀 | *mV           | 그들             | *yo, *ana, *yo- |
이 대명사들은 중앙 서파푸아어족의 언어들 사이에서 공유된다. 보라이-하탐어족은 "나"와 "너"에만, 암베르바켄은 "너", "너희들", "그녀"만을 공유한다.

## 같이 보기
- 파푸아 제어